# Betsy Nagelsen
Betsy Nagelsen McCormack (23 de octubre de 1956) es una tenista profesional estadounidense retirada.

## Carrera
Nagelsen fue la mejor jugadora del mundo a nivel junior en 1973. Ganó la competencia US Champion Girls de 1973 en singles. También ganó el premio USTA Girls' Sportsmanship en 1974. Fue la campeona en dobles del Australian Open en 1978 y 1980 (con Renáta Tomanová y Martina Navratilova respectivamente). Alcanzó la final en singles del Australian Open de 1978, perdiendo ante Chris O'Neil. En sus 21 años de carrera en el WTA Tour, Nagelsen ganó 26 títulos en dobles y 4 títulos en singles.
Alcanzó su mejor posición en el ranking a finales de 1981, cuando se convirtió en la tenista No. 23 del mundo. Fue No. 11 en dobles el 4 de marzo de 1988. A lo largo de su carrera, registró victorias ante las tenistas Martina Navratilova, Arantxa Sánchez Vicario, Sue Barker, Pam Shriver, Claudia Kohde-Kilsch, Rosie Casals, Betty Stöve y Sylvia Hanika. 
Después de su retiro en 1996, Nagelsen se convirtió en comentarista deportiva para los canales ABC y ESPN en los Estados Unidos.

## Finales de Grand Slam

### Singles: 1 (0 títulos, 1 final)
| Resultado | Año  | Torneo          | Superficie | Oponente     | Marcador      |
| --------- | ---- | --------------- | ---------- | ------------ | ------------- |
| Finalista | 1978 | Australian Open | Césped     | Chris O'Neil | 6–3, 7–6(7–3) |

### Dobles: 4 (2 títulos, 2 finales)
| Resultado | Año         | Torneo          | Superficie | Compañera           | Oponente                           | Marcador      |
| --------- | ----------- | --------------- | ---------- | ------------------- | ---------------------------------- | ------------- |
| Finalista | 1977 (Ene.) | Australian Open | Césped     | Kerry Melville Reid | Dianne Fromholtz Helen Gourlay     | 5–7, 6–1, 7–5 |
| Ganadora  | 1978        | Australian Open | Césped     | Renáta Tomanová     | Naoko Sato Pam Whytcross           | 7–5, 6–2      |
| Ganadora  | 1980        | Australian Open | Césped     | Martina Navratilova | Ann Kiyomura Candy Reynolds        | 6–4, 6–4      |
| Finalista | 1987        | Wimbledon       | Césped     | Elizabeth Smylie    | Claudia Kohde-Kilsch Helena Suková | 7–5, 7–5      |

### Dobles mixto: 1 (0 títulos, 1 final)
| Resultado | Año  | Torneo  | Superficie | Compañero     | Oponentes                          | Marcador                  |
| --------- | ---- | ------- | ---------- | ------------- | ---------------------------------- | ------------------------- |
| Finalista | 1987 | US Open | Dura       | Paul Annacone | Martina Navratilova Emilio Sánchez | 6–4, 6–7(6–8), 7–6(14–12) |